# Iberis ciliata subsp. welwitschii
Iberis ciliata subsp. welwitschii é uma subespécie de planta com flor pertencente à família Brassicaceae. 
A autoridade científica da subespécie é (Boiss.) Moreno, tendo sido publicada em Monografías del Instituto Pirenaico de Ecología 4: 291. 1988.

## Portugal
Trata-se de uma subespécie presente no território português, nomeadamente em Portugal Continental.
Em termos de naturalidade é endémica da Península Ibérica.

## Protecção
Não se encontra protegida por legislação portuguesa ou da Comunidade Europeia.